# Nives Ivanković
Nives Ivanković (Tomislavgrad, 1. lipnja 1967.) je hrvatska kazališna, televizijska i filmska glumica.

## Životopis
Nives Ivanković rođena je 1. lipnja 1967. u Tomislavgradu kao jedno od troje djece u obitelji majke Zore i oca Ante. Njezini su preci s očeve strane u Tomislavgrad doselili iz zapadne Hercegovine, okolice Širokog Brijega. Majka Zora također je podrijetlom je iz zapadne Hercegovine, a odrasla je u Dubrovniku.
Nives se u djetinjstvu iz rodnog grada seli u Split. Završila Akademiju scenskih umjetnosti u Sarajevu. Od 1993. stalna je članica Drame Hrvatskog narodnog kazališta u Splitu.

## Filmografija

### Televizijske uloge
- "Mrkomir Prvi" kao Mamuša (2025.)
- "Područje bez signala" kao Zlata (2021.)
- "Novine" kao Jelena Krsnik (2018.)
- "Velikani hrvatskog glumišta" kao sudionica dokuserijala (2018.)
- "Ruža vjetrova" kao Nives Odak (2011. – 2013.)
- "Lud, zbunjen, normalan" kao Ajna Hećimić (2010. – 2011.)
- "Nova u Dragošju" kao konobarica Miki (2010.)
- "Bibin svijet" kao Magda (2010.)
- "Nad lipom 35" kao konobarica Miki (2006. – 2012.; 2016. - danas)
- "Balkan Inc." kao Duda (2006.)
- "Villa Maria" kao Nataša Jug (2004. – 2005.)
- "Jel' me netko tražio?" kao konobarica Miki (1991. – 1994.)

### Voditeljske uloge
- "Ništa osobno" kao voditeljica (2005. – 2006.)

### Filmske uloge
- "Po tamburi" kao Zora (2021.)
- "Zbornica" kao Vedrana (2021.)
- "Zvizdan" kao Jelenina / Natašina majka (2015.)
- "Vjerujem u anđele" kao kontesa Lili (2009.)
- "Moram spavat', anđele" kao Maca (2007.)
- "Ta divna splitska noć" kao Marija (2004.)
- "Četverored" kao Bosiljče (1999.)
- "Agonija" kao Izabela Georgijevna (1998.)
- "Kanjon opasnih igara" kao Hilda Stolzer (1998.)

## Vanjske poveznice
- Nives Ivanković u internetskoj bazi filmova IMDb-u (engl.)